# Spongia brunnea
Spongia brunnea är en svampdjursart som beskrevs av Claude Lévi 1969. Spongia brunnea ingår i släktet Spongia och familjen Spongiidae. Inga underarter finns listade i Catalogue of Life.